# Hautpoul (Mazamet)
Pour les articles homonymes, voir Hautpoul.
Hautpoul est un village appartenant à la commune de Mazamet. Il est planté sur un piton rocheux surplombant la ville et passe pour être le berceau de la ville.

## Situation
Accroché à son piton rocheux, dominant la ville de Mazamet, le village d’Hautpoul garde l'entrée de la montagne Noire et de ses vastes forêts. 

## Étymologie
Hautpoul vient du latin oppulum, un dérivé de la racine pré-celtique opp-, « hauteur ». Le o initial a été compris aut, « haut ». Le même toponyme se retrouve dans les Pyrénées-Orientales avec Opoul, village connu pour son oppidum avec falaise de 20 m.

## Histoire
Selon la légende, Hautpoul aurait été fondé en 413 par Athaulf, roi wisigoth qui y installe une communauté et dessine les premiers contours d'une forteresse, donnant naissance au château d'Hautpoul. Mais sous le règne de Clovis, les Francs poussent les Wisigoths en Espagne, occupent à leur tour le village et donnent une nouvelle dimension à la forteresse. 
Au XIe siècle, la famille d'Haupoul s'installe au village et améliore sa défense et son château. 
En 1212, durant la croisade contre les Albigeois, Simon de Montfort assiège la citadelle convertie au catharisme. Après quatre jours de siège, il s'empare de « ce nid d'hérétiques » et fait démanteler les châteaux. Les habitants d'Hautpoul s'installent alors dans la vallée, sur les bords de l'Arnette, où ils fondent une petite bourgade, le Mas d'Arnette, qui deviendra Mazamet. Ils y développent des activités textiles et papetières pour compléter les faibles revenus de l'agriculture sur ces terrains de montagne peu fertiles.
Aux XVIe et XVIIe siècles, les guerres de religion font du village d'Hautpoul le théâtre de maints accrochages. Tour à tour aux mains des catholiques ou des protestants, il montre encore une farouche résistance et affirme sa position stratégique.
Peu avant la Révolution, on trouve François d'Hautpoul (1689-1753), qui relève le titre de marquis de Blanchefort, tombé en désuétude et apporté en dot par son épouse, Marie de Nègre d'Ables (1714-1781), dame de Niort, de Roquefeuil et de Blanchefort ; une stèle au nom de Marie de Nègre d'Ables apparaîtrait fin XIXe siècle dans la très rocambolesque histoire de Rennes-le-Château.
Le développement industriel des XVIIIe et XIXe siècles voit l'essor d'une activité textile importante, relayée à partir de 1851 par le délainage, technique nouvelle qui consiste à séparer la laine du cuir et qui fera la gloire et la fortune du pays mazamétain.
Au XXe siècle, Hautpoul se vide peu à peu de ses habitants au profit de la vallée de Mazamet mais aujourd'hui, le village connaît une nouvelle jeunesse : les vieilles maisons accueillent des artisans et leurs ateliers de jeux et jouets en bois, les ruelles et les placettes s'animent.

## Culture et tourisme

### Lieux et monuments

#### Lechâteau d'Hautpoul
Ancien château de la famille d'Hautpoul, détruit une première fois en 1212, reconstruit et abandonné à la fin du Moyen Âge.

#### L'ancienne église Saint-Sauveur
En ruines, c'est l'église primitive du village. Bâtie sur une colline, elle est accessible à partir du GR 36. En 1253, Jourdain de Saissac lui donne son nom de Saint-Sauveur d'Hautpoul. Elle a été détruite en 1574 par les huguenots lors des guerres de Religion à l'aide d'une couleuvrine.

### Culture
Chaque année, pour le dernier week-end du mois de juillet, la compagnie de la Rocque d'Hautpoul fait vivre le site et retrace son histoire.
Le village est notamment évoqué dans le court-métrage Lou Mas Aimat.
La fée Saurimonde est associée au village, au travers du conte traditionnel de la Montagne Noire, la légende du peigne d'or.

### Tourisme
La passerelle de Mazamet est une passerelle piétonne de 140 mètres, construite en 2018. Elle franchit la vallée de l’Arnette à 70 mètres de hauteur et permet de relier l’ancienne église de Saint-Sauveur au village d’Hautpoul.

Galerie
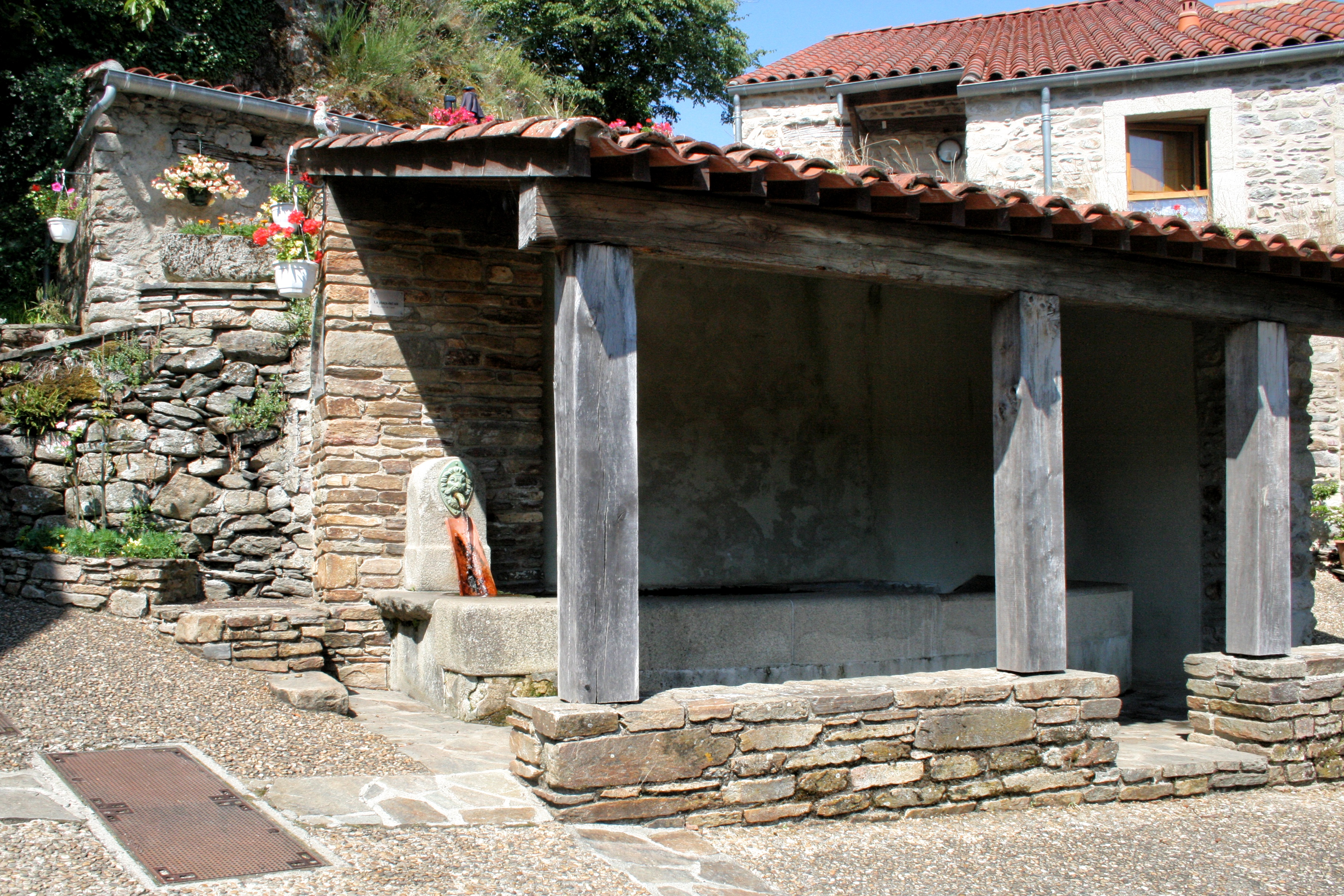
La fontaine du village.
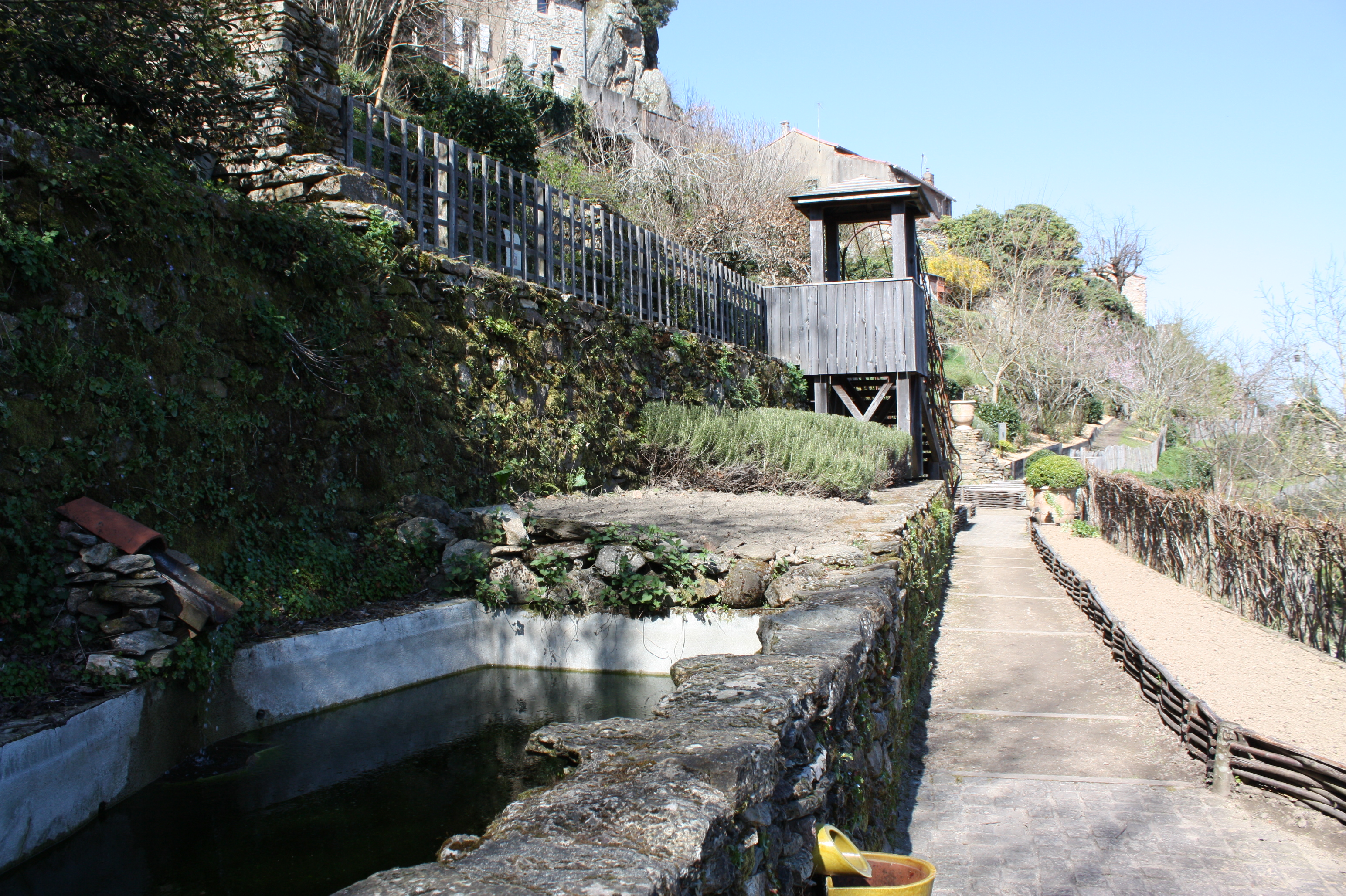
Le jardin médiéval.
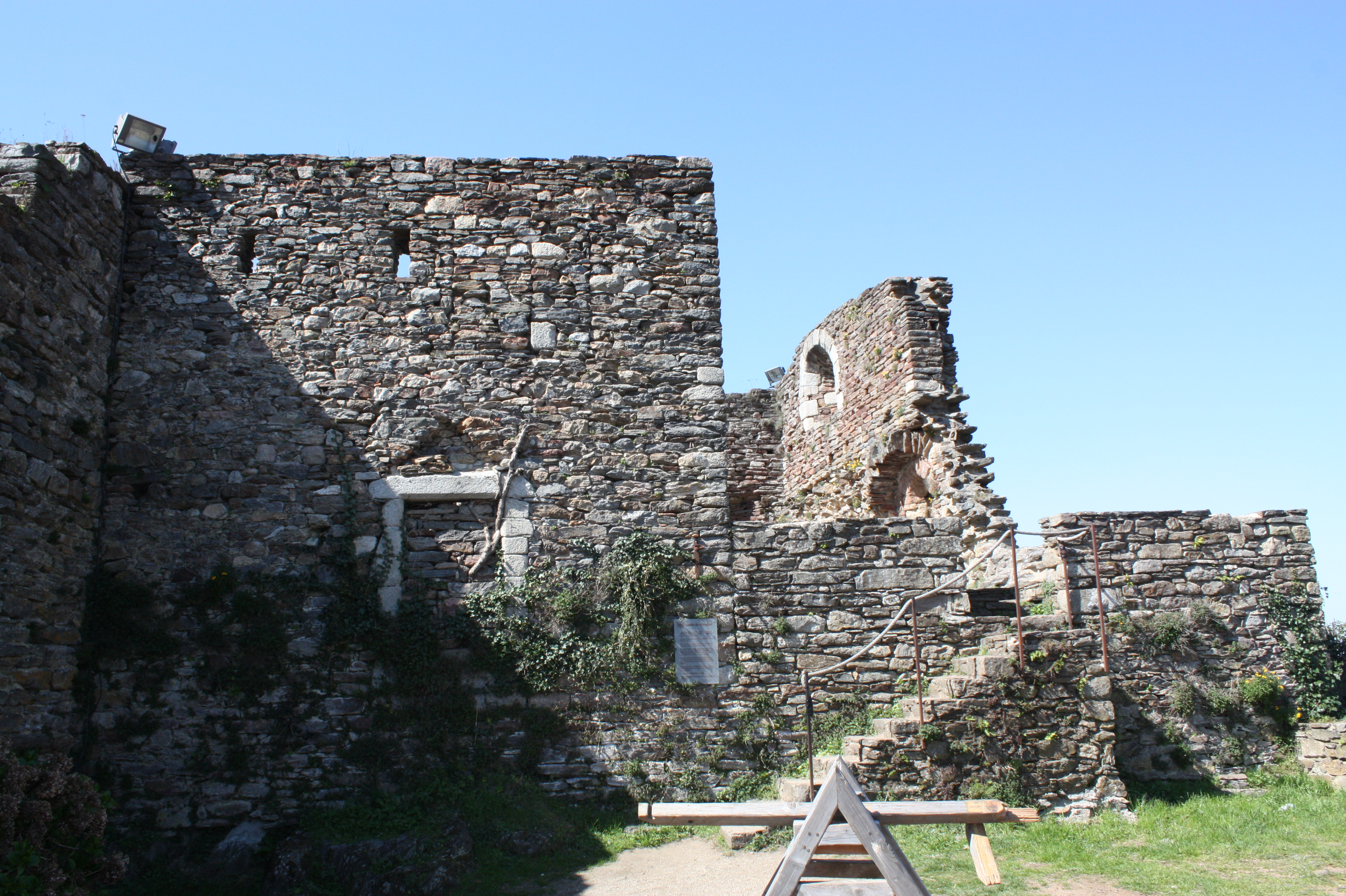
Ruines de l'ancienne forteresse.
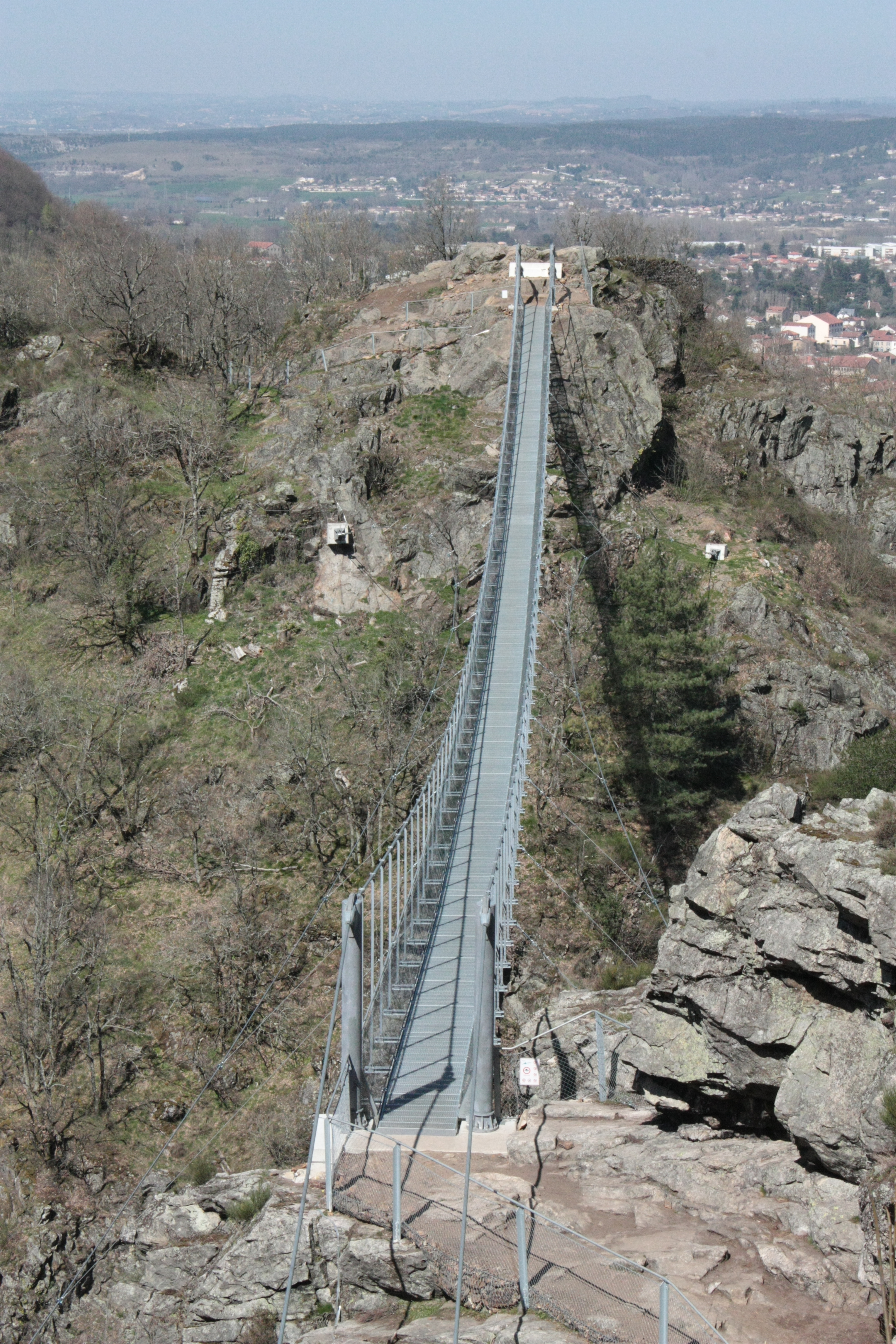
La passerelle.
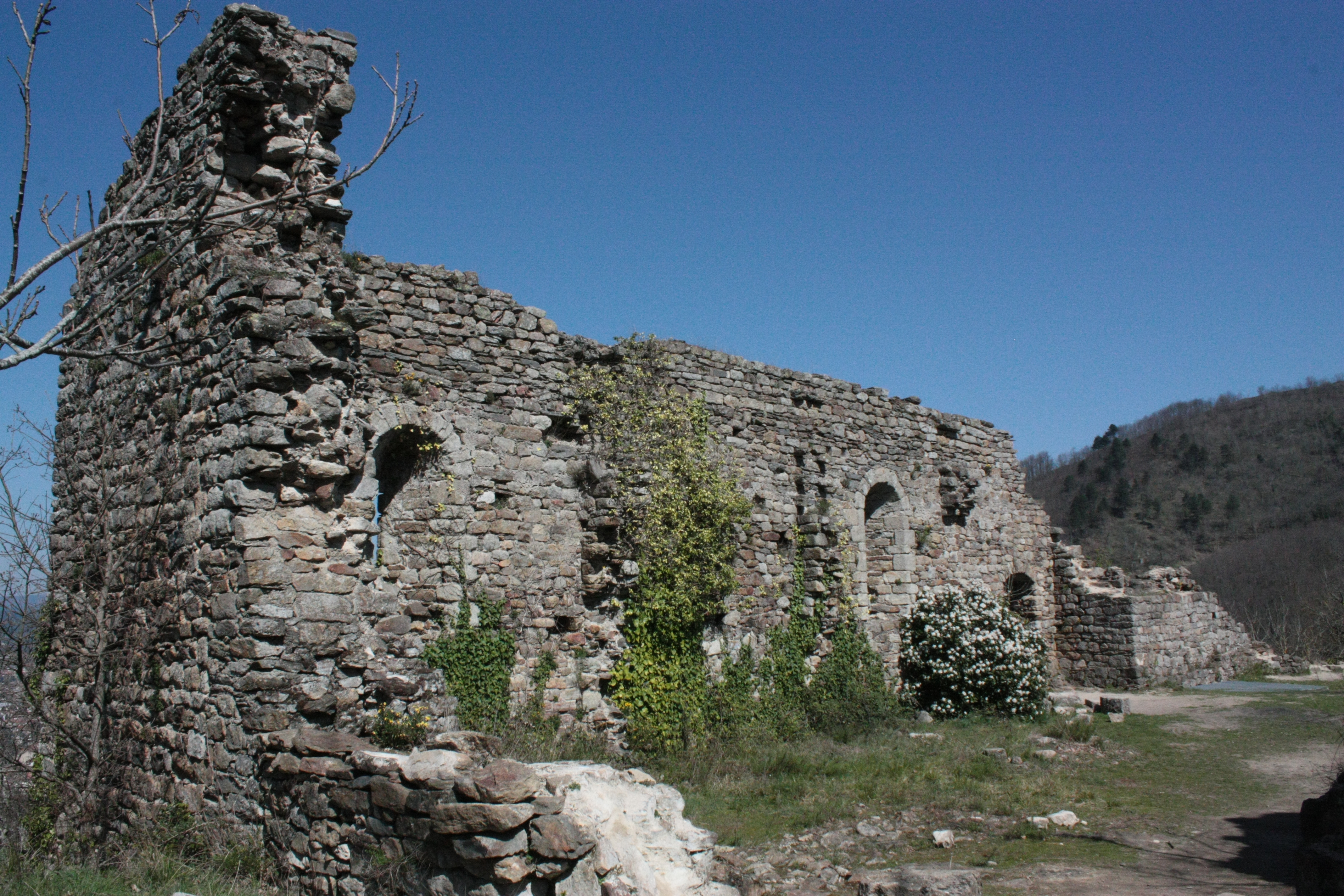
Ruines de l'ancienne église Saint Sauveur d'Hautpoul.